# 口
口（くち）は、消化管の最前端である。食物を取り入れる部分であり、食物を分断し、把持し、取り込むための構造が備わっていると同時に、鼻腔と並んで呼吸器の末端ともなっており、発声器官の一部でもある。文脈により口腔（こうこう）とも言う。なお、日本の医学界においては口腔の慣用音である（こうくう）を用いている。
生物学に限らず、一般に穴等の開口部を指して口と呼ぶ。このため、「口」は様々な慣用句や比喩表現に使われる（後述の「通念」を参照）。

## 生物学的性質
口はそれを所有する生物によって構成要素や構造が様々であり、その機能に見合った生活をしている。ヒト（人）という地上脊椎動物に限らず、消化器官系の初端となっており、専ら栄養素の摂取等に用いられる。多く動物の口には付属器官があり、それには舌や歯、外分泌器等を備え、歯による咀嚼の様な食餌の補助に限らず、外敵に対抗し、身を守る手段として利用している。
人を含め多くの脊椎動物の口には歯に相当するものが内部に付属しており、摂食に伴う咀嚼や消化液（唾液）との攪拌という機能以外に、発声の補助や味覚、呼吸等様々な行動を補助する器官となっている。また、外部唇と開閉部のみを指して口と呼ぶ事がある。 
形態学的には、口とは顔面前面部に顎関節の補助によって開閉する開口部を指し、粘膜に覆われ様々な付属器官を持つ消化器官の開口端とされる。 
- 歯は食物の消化の一環として咀嚼の他、外部に対する攻撃、モノの把持を行う。
- 舌は味覚を司るだけでなく、口腔内に入ってきた食物の攪拌を行う。
- 唾液腺には顎下腺、耳下腺、舌下腺等多数の唾液腺があり、消化の補助として唾液を分泌する。
- 口腔内粘膜は消化器粘膜の一部であり、味覚の補助機関でもある。粘膜は外皮に比べ分子量の小さな化学物質を吸収しやすいため、口腔内に食べ物が滞留しやすい事からも吸収器官の役割も担っていると言える。

口は、消化系の入り口であり、体表に開いた孔として認められる。その周辺には、餌を取り込むための筋肉が発達しているのが通例である。また、周辺に食物を取り込み、裁断するための構造が付属する場合が多い。それらの形は、取り込む食物の種類によっても大きく変化する。

## 口と健康
口は人が生命活動をしてゆく為に食物を取り入れる最初の体内であり、またそれゆえ外界からの異物に侵食され易い場所ともいえる。
また、栄養を取り入れるだけでなく、それらを味わい楽しむ場所でもあり、人生を活気付けることが出来る。それゆえ口腔内の異変は、歯を失った老人が一般よりも痴呆が速く進むなど、生活に様々な影響を与えてしまうとされる。また、口臭の原因にもなる。そのため、口腔の付属機関として、歯は健康に取り分け大きく関わるといえる。
歯は生後半年ほどで生え始め、3歳頃には20本の乳歯が生え揃う。6歳頃に乳歯から永久歯に生え変わり始め、親知らずを含めて上顎に16本、下顎に16本の総計32本が生え揃う。歯の生え方や歯並びは噛み合わせに大きく関与し、その良し悪しが心理的ストレスに限らず肩こりや頭痛、顎関節炎等の原因になる。現代人の顎は戦後の食生活の変化により細化し、歯並びが悪くなる者が多くなり矯正を必要とする人が増えてきたとされ、歯並びの歪みは現代病の一つとして挙げられている。
永久歯は、加齢とともに後述する口の病気などで抜けたり、抜かれたりして失われる。義歯や入れ歯で補う人も多い。日本歯科医師会は、「80歳で自分の歯を20本以上残そう」という8020運動を1989年(平成元年)から推進している。
自前の歯を守るなど口腔内の衛生を維持し、口臭を抑えるため、多くの人が洗口（うがい）や歯磨きを行う。歯石・舌苔を除去する人もいる（詳細は「口具を参照）。

### 口の病気
口腔内の病気として、 以下がある。後述の「医学」も参照。
- 虫歯又は齲歯・齲蝕（うし）

虫歯は古来家庭的環境に大きく左右されるという考えがあったが、近年家庭には特有の口内細菌叢が存在するということが発見され、遺伝よりもそれら細菌叢が大きく虫歯に関与しているという考えが一般的になってきており、それら細菌叢の交換が虫歯の予防に大きく役立つと言われている。
- 歯周病は歯周辺組織の疾患の総称であり、歯肉炎・歯槽膿漏・歯周炎を含む。
- 口内炎/アフタ性口内炎/カタル性口内炎
- ベーチェット病は原因不明の疾患であり、口腔内に限らず全身の皮膚に起こる病気であるが、多くの症例に口内炎が併せて報告されている病気である。
- 口腔に生じる癌（口腔がん）として、舌癌、頬粘膜癌、歯肉癌、口腔底癌がある[4]。口内炎や歯肉炎と誤認されることも多く、歯科医師にも見逃される場合もある。異常が起こり治りにくい場合には専門医による診察を受ける方がよい。口腔外科、または頭首部癌の一部として頭頸科で扱われる。日本では、口内の異常が口腔がんの可能性があるかどうかの判断を補佐する「オーラルナビシステム」が一般社団法人口腔がん撲滅委員会により提供されている[5]。

## 口腔の異常

### 先天的異常
- 口唇口蓋裂
- 巨大歯
- 矮小歯
- 先天歯
  - 染色体異常も参照のこと。

## 口具
口は様々な外部のモノを取り入れる体に開いた穴であり、様々な病気に侵されやすい。そのため、古来から口に用いる道具は装飾の目的より病気予防のモノが多かった。その中で歯磨きは最も一般的な行為の例であり、それに伴って歯ブラシは多くの変遷を経てきた。
現在ではまだ普及途上ではあるが、家庭用として1000ml程のタンクに水を注ぎ小型ポンプで加圧し、細いノズルから噴射して歯や歯ぐきの洗浄を行う器具も発売されてきている。
日本では口腔掃除や除菌、口腔悪臭改善のために歯ブラシ、爪楊枝、糸楊枝、口腔用洗浄液、含嗽薬、トローチ等を用いる。
日本では、古代は抜歯という風習があったことが出土した骨から推測されている。平安時代後期から江戸時代にかけて、歯を黒く染めるおはぐろ（鉄漿または御歯黒）という習慣があり、装飾と共に身分を表す手段として用いられていた。
現代では歯にプラスチックを用いたコーティングマニキュアにより見た目を美しくする技術がある。また、虫歯を防ぐ目的でフッ素に拠るコーティングを施す事がある。

## 通念
- 口は物事の始めという意味やモノを飲み込む穴という意味を一般的に持つ。
- 味覚を表す事がある。「甘口の酒」。
- 嗜好を表す事がある。「何でも行ける口」と表して好き嫌いなく食べられることを意味する。
- 食費の消費元を指す事がある。「口を減らす」と表して消費者を減らす事を意味する。
- 喋ること、あるいは言葉を指す事がある。「口が減らない」と表してよく喋る状態を指す。「口が重い」と表して寡黙であり口数が少ない状態を指し、 また反対に「口が軽い」としてお喋りを指す。「口が上手い」と表して話す事が上手であることを指す。
- モノに開いている穴を指す事がある。例として「徳利の口」「間口」。
- 物事の始めを指す事がある。例として「序の口」。また浄瑠璃で一段の最初部を口と言う。
- 物事の割り当てを指す事がある。「一口千円の寄付」
- 何かの処遇の行き先、受け入れ先を指す事がある。「就職口を探す」「嫁入りの口を探す」「口入れをする」。
- 感触の良し悪しを表す事がある。「口当たりの良い人柄」。
- 二枚貝が貝殻を開く事を「貝が口を開く」と表現することがある。

## 医学
人間の口（臨床的・解剖学的には口腔「こうくう」、Cavum oris）は、食物を摂取するための器官である。
註：腔の本来の読みはこうであるが、稀字でもあり、古くからこう、くうの発音が混在していた。1943年（昭和18年）日本解剖学会の用語委員会が統一解剖学用語 (Nomina Anatomica) の翻訳を行った際に、くうと発音することを決定した（同音の別字（孔など）との区別のためと推測される）。以後、医学分野においては腔はくうと発音される 。膣#関連項目も参照のこと。
構成する組織として、歯、口腔粘膜、舌、などがある。一般に口腔には常時一億以上の細菌が存在している。なお、歯垢の8割はそれらの細菌類の塊である。
口は、口腔の入口で口裂を上下より境する口唇、すなわち上唇と下唇よりなり、上下両端で合するところ、即ち唇交連の内側に口角をなしている。上唇の皮膚正中にある幅の広い縦の溝を人中（Philtrum）といい、また口角の外方から鼻翼の外側縁にいたる鼻唇溝と、下唇の下側に横に走っているオトガイ唇溝がある。
口腔は、これを口腔前庭と狭義の口腔に分けることができる。
口腔の細菌については「口腔細菌学（口腔微生物学）」を参照。

### 口裂
口裂（こうれつ、英: oral fissure）は外界と口腔前庭との間隙である。
ヒトの場合、上唇と下唇の間の裂隙が口裂である。口裂は開閉・変形が可能である。これは口唇周辺部の顔面表情筋や下顎によって制御されている。例えば口輪筋は口裂の主たる括約筋である。口裂は口腔の顔面側開口部（=口の入り口）であり、その開閉・変形により外界と口腔の通行が制御される。